# Uras
Uras ist eine Gemeinde in der Provinz Oristano der italienischen Region Sardinien mit 2669 Einwohnern (Stand 31. Dezember 2023).
Der Ort liegt etwa 60 km nordwestlich von Cagliari und etwa 25 km südöstlich von Oristano an der Bahnstrecke Cagliari–Golfo Aranci Marittima. Uras bedeckt eine Fläche von 39,4 km².
Die Nachbargemeinden von Uras sind Marrubiu, Masullas, Mogoro, Morgongiori, San Nicolò d’Arcidano und Terralba.